# Тропарёво (село)
Тропарёво — село в Можайском районе Московской области в составе Юрловского сельского поселения. До 2006 года Тропарёво входило в состав Ваулинского сельского округа. В селе имеется средняя общеобразовательная школа, работает кирпичный завод, действует церковь Покрова Богородицы 1713 года постройки, колхозная баня.
Село расположено в южной части района, на левом берегу реки Протва, примерно в 17 км к югу от Можайска, высота центра над уровнем моря 210 м. Ближайшие населённые пункты — Ваулино на противоположном берегу реки, Поченичено на юго-востоке и Хорошилово на юге. Через Тропарёво проходит региональная автодорога 46К-1130 Уваровка — Можайск.

## Население
| 2002 | 2006 | 2010  |
| ---- | ---- | ----- |
| 852  | ↗922 | ↗1125 |

## Церковь
В Тропарево действует церковь Покрова Богородицы 1713 года постройки.
Священники: 
- Василий Андреев Виноградов (1790-е?)